# Bahnstrecke Coburg–Ernstthal am Rennsteig
| Strecke in der Gemarkung Wildenheid. Im Hintergrund Gebäude der ehemaligen Firma Hausser, die neben dem Bahnhof Neustadt (b Coburg) stehen. |                                                                                       |                                                                      |                                                                      |
| Streckennummer (DB): | 5121 (Coburg–Lauscha) 6689 (Lauscha–Ernstthal)                                        |                                                                      |                                                                      |
| Kursbuchstrecke (DB): | 820 (Coburg–Sonneberg) 564 (Sonneberg–Ernstthal)                                      |                                                                      |                                                                      |
| Kursbuchstrecke: | 164k (1934) 164e (Neustadt – Sonneberg 1934) 418r (Coburg – Neustadt (b Coburg) 1946) |                                                                      |                                                                      |
| Streckenlänge: | 44,852 km                                                                             |                                                                      |                                                                      |
| Spurweite: | 1435 mm (Normalspur)                                                                  |                                                                      |                                                                      |
| Streckenklasse: | D4 (Coburg–Blechhammer) CM4 (Blechhammer–Ernstthal)                                   |                                                                      |                                                                      |
| Stromsystem: | Coburg–Sonneberg: 15 kV 16,7 Hz ~                                                     |                                                                      |                                                                      |
| Maximale Neigung: | 31,6 ‰                                                                                |                                                                      |                                                                      |
| Streckengeschwindigkeit: | Coburg–Sonneberg: 120 km/h Sonneberg–Ernstthal: 60 km/h                               |                                                                      |                                                                      |
| |                                                                                       |                                                                      |                                                                      |
| \| \| \| von Lichtenfels \| \| \| \| 0,000 \| Coburg \| 294 m \| \| \| \| nach Bad Rodach \| \| \| \| 1,270 \| Coburg Nord (seit 2005) \| Coburg Nord (seit 2005) \| \| \| \| nach Eisenach \| \| \| \| 3,880 \| Dörfles-Esbach (seit 1946) \| 310 m \| \| \| 4,370 \| Herzogsweg Abzw \| Herzogsweg Abzw \| \| \| \| nach Esbacher See Abzw \| \| \| \| \| Schnellfahrstrecke Nürnberg–Erfurt (Itztalbrücke) \| \| \| \| 5,782 \| Itz (14 m)[1] \| Itz (14 m)[1] \| \| \| 6,396 \| Rödental (bis 1978: Oeslau) \| Rödental (bis 1978: Oeslau) \| \| \| 8,148 \| Rödental Mitte (seit 2005) \| Rödental Mitte (seit 2005) \| \| \| 9,090 \| Mönchröden (ehem. Bf) \| 317 m \| \| \| \| von Ebersdorf (b Coburg) \| \| \| \| 15,218 \| Neustadt (b Coburg) \| 343 m \| \| \| \| \| \| \| \| 17,161 \| Landesgrenze Bayern / Thüringen Infrastrukturgrenze DB InfraGO / ThE \| Landesgrenze Bayern / Thüringen Infrastrukturgrenze DB InfraGO / ThE \| \| \| \| \| \| \| \| \| von Eisfeld \| \| \| \| 19,534 \| Sonneberg (Thür) Hbf \| 386 m \| \| \| 21,419 \| Awanst Sonneberg (Thür) Ost Gbf \| Awanst Sonneberg (Thür) Ost Gbf \| \| \| \| \| \| \| \| 21,821 \| Sonneberg (Thür) Ost (ehem. Bf, bis 1952: Köppelsdorf-Oberlind) \| 382 m \| \| \| \| \| \| \| \| \| nach Stockheim (Oberfr) \| \| \| \| \| Steinach \| \| \| \| \| \| \| \| \| 23,941 \| Sonneberg (Thür) Nord (ehem. Bf, früher Hüttensteinach) \| 400 m \| \| \| \| \| \| \| \| 25,563 \| Hüttengrund Hp \| 415 m \| \| \| 26,064 \| Steinach \| Steinach \| \| \| 26,093 \| Awanst Hüttengrund Hartsteinwerk \| Awanst Hüttengrund Hartsteinwerk \| \| \| 27,840 \| Blechhammer (Thür) \| 438 m \| \| \| \| Steinach \| \| \| \| \| Steinach \| \| \| \| 32,055 \| Steinach (Thür) Süd \| Steinach (Thür) Süd \| \| \| \| Steinach \| \| \| \| 33,240 \| Steinach (Thür) (ehem. Bf) \| 492 m \| \| \| 36,800 \| Unterlauscha (bis 1920) \| 572 m \| \| \| 38,50038,678 \| Lauscha (Thür) (Kopfbahnhof) \| 610 m \| \| \| \| Viadukt in Lauscha (93 m) \| \| \| \| 39,853 \| Lauschensteintunnel (275 m) \| Lauschensteintunnel (275 m) \| \| \| \| Nasse-Telle-Viadukt (145 m) \| \| \| \| 43,226 \| Oberlauscha \| 735 m \| \| \| \| von Neuhaus am Rennweg \| \| \| \| 45,030 \| Ernstthal am Rennsteig \| 769 m \| \| \| \| nach Probstzella \| \| \| \| \| \| \| \| Quellen: [2][3][4][5][6] \| \| \| \| |                                                                                       |                                                                      |                                                                      |
| Strecke |                                                                                       | von Lichtenfels                                                      | von Lichtenfels                                                      |
| Bahnhof | 0,000                                                                                 | Coburg                                                               | 294 m                                                                |
| Abzweig geradeaus und nach links |                                                                                       | nach Bad Rodach                                                      | nach Bad Rodach                                                      |
| Haltepunkt / Haltestelle | 1,270                                                                                 | Coburg Nord (seit 2005)                                              | Coburg Nord (seit 2005)                                              |
| Abzweig geradeaus und ehemals nach links |                                                                                       | nach Eisenach                                                        | nach Eisenach                                                        |
| Haltepunkt / Haltestelle | 3,880                                                                                 | Dörfles-Esbach (seit 1946)                                           | 310 m                                                                |
| Blockstelle | 4,370                                                                                 | Herzogsweg Abzw                                                      | Herzogsweg Abzw                                                      |
| Abzweig geradeaus und nach links |                                                                                       | nach Esbacher See Abzw                                               | nach Esbacher See Abzw                                               |
| Kreuzung geradeaus unten |                                                                                       | Schnellfahrstrecke Nürnberg–Erfurt (Itztalbrücke)                    | Schnellfahrstrecke Nürnberg–Erfurt (Itztalbrücke)                    |
| Brücke über Wasserlauf | 5,782                                                                                 | Itz (14 m)                                                           | Itz (14 m)                                                           |
| Bahnhof | 6,396                                                                                 | Rödental (bis 1978: Oeslau)                                          | Rödental (bis 1978: Oeslau)                                          |
| Haltepunkt / Haltestelle | 8,148                                                                                 | Rödental Mitte (seit 2005)                                           | Rödental Mitte (seit 2005)                                           |
| Haltepunkt / Haltestelle | 9,090                                                                                 | Mönchröden (ehem. Bf)                                                | 317 m                                                                |
| Abzweig geradeaus und ehemals von rechts |                                                                                       | von Ebersdorf (b Coburg)                                             | von Ebersdorf (b Coburg)                                             |
| Bahnhof | 15,218                                                                                | Neustadt (b Coburg)                                                  | 343 m                                                                |
| |                                                                                       |                                                                      |                                                                      |
| Grenze | 17,161                                                                                | Landesgrenze Bayern / Thüringen Infrastrukturgrenze DB InfraGO / ThE | Landesgrenze Bayern / Thüringen Infrastrukturgrenze DB InfraGO / ThE |
| |                                                                                       |                                                                      |                                                                      |
| Abzweig geradeaus und von links |                                                                                       | von Eisfeld                                                          | von Eisfeld                                                          |
| Bahnhof | 19,534                                                                                | Sonneberg (Thür) Hbf                                                 | 386 m                                                                |
| Blockstelle | 21,419                                                                                | Awanst Sonneberg (Thür) Ost Gbf                                      | Awanst Sonneberg (Thür) Ost Gbf                                      |
| |                                                                                       |                                                                      |                                                                      |
| Haltepunkt / Haltestelle | 21,821                                                                                | Sonneberg (Thür) Ost (ehem. Bf, bis 1952: Köppelsdorf-Oberlind)      | 382 m                                                                |
| |                                                                                       |                                                                      |                                                                      |
| Abzweig geradeaus und ehemals nach rechts |                                                                                       | nach Stockheim (Oberfr)                                              | nach Stockheim (Oberfr)                                              |
| Brücke über Wasserlauf |                                                                                       | Steinach                                                             | Steinach                                                             |
| |                                                                                       |                                                                      |                                                                      |
| Haltepunkt / Haltestelle | 23,941                                                                                | Sonneberg (Thür) Nord (ehem. Bf, früher Hüttensteinach)              | 400 m                                                                |
| |                                                                                       |                                                                      |                                                                      |
| Haltepunkt / Haltestelle | 25,563                                                                                | Hüttengrund Hp                                                       | 415 m                                                                |
| Brücke über Wasserlauf | 26,064                                                                                | Steinach                                                             | Steinach                                                             |
| Blockstelle | 26,093                                                                                | Awanst Hüttengrund Hartsteinwerk                                     | Awanst Hüttengrund Hartsteinwerk                                     |
| Bahnhof | 27,840                                                                                | Blechhammer (Thür)                                                   | 438 m                                                                |
| Brücke über Wasserlauf |                                                                                       | Steinach                                                             | Steinach                                                             |
| Brücke über Wasserlauf |                                                                                       | Steinach                                                             | Steinach                                                             |
| Haltepunkt / Haltestelle | 32,055                                                                                | Steinach (Thür) Süd                                                  | Steinach (Thür) Süd                                                  |
| Brücke über Wasserlauf |                                                                                       | Steinach                                                             | Steinach                                                             |
| Haltepunkt / Haltestelle | 33,240                                                                                | Steinach (Thür) (ehem. Bf)                                           | 492 m                                                                |
| ehemaliger Haltepunkt / Haltestelle | 36,800                                                                                | Unterlauscha (bis 1920)                                              | 572 m                                                                |
| Spitzkehrbahnhof rechts | 38,50038,678                                                                          | Lauscha (Thür) (Kopfbahnhof)                                         | 610 m                                                                |
| Brücke |                                                                                       | Viadukt in Lauscha (93 m)                                            | Viadukt in Lauscha (93 m)                                            |
| Tunnel | 39,853                                                                                | Lauschensteintunnel (275 m)                                          | Lauschensteintunnel (275 m)                                          |
| Brücke |                                                                                       | Nasse-Telle-Viadukt (145 m)                                          | Nasse-Telle-Viadukt (145 m)                                          |
| Haltepunkt / Haltestelle | 43,226                                                                                | Oberlauscha                                                          | 735 m                                                                |
| Abzweig geradeaus und von links |                                                                                       | von Neuhaus am Rennweg                                               | von Neuhaus am Rennweg                                               |
| Kopfbahnhof Strecke ab hier außer Betrieb | 45,030                                                                                | Ernstthal am Rennsteig                                               | 769 m                                                                |
| Strecke (außer Betrieb) |                                                                                       | nach Probstzella                                                     | nach Probstzella                                                     |
| |                                                                                       |                                                                      |                                                                      |
| Quellen: |                                                                                       |                                                                      |                                                                      |

Die Bahnstrecke Coburg–Ernstthal am Rennsteig ist eine eingleisige Eisenbahnstrecke in Bayern und Thüringen. Sie verläuft von Coburg über Neustadt bei Coburg, Sonneberg und Lauscha nach Ernstthal am Rennsteig. Von Coburg bis Sonneberg ist die Strecke elektrifiziert und als Hauptbahn klassifiziert, auf dem restlichen Abschnitt als Nebenbahn. Betreiber der Streckeninfrastruktur ist zwischen Coburg und der Landesgrenze die DB InfraGO, zwischen der Landesgrenze und Ernstthal die Thüringer Eisenbahn (ThE).

## Geschichte

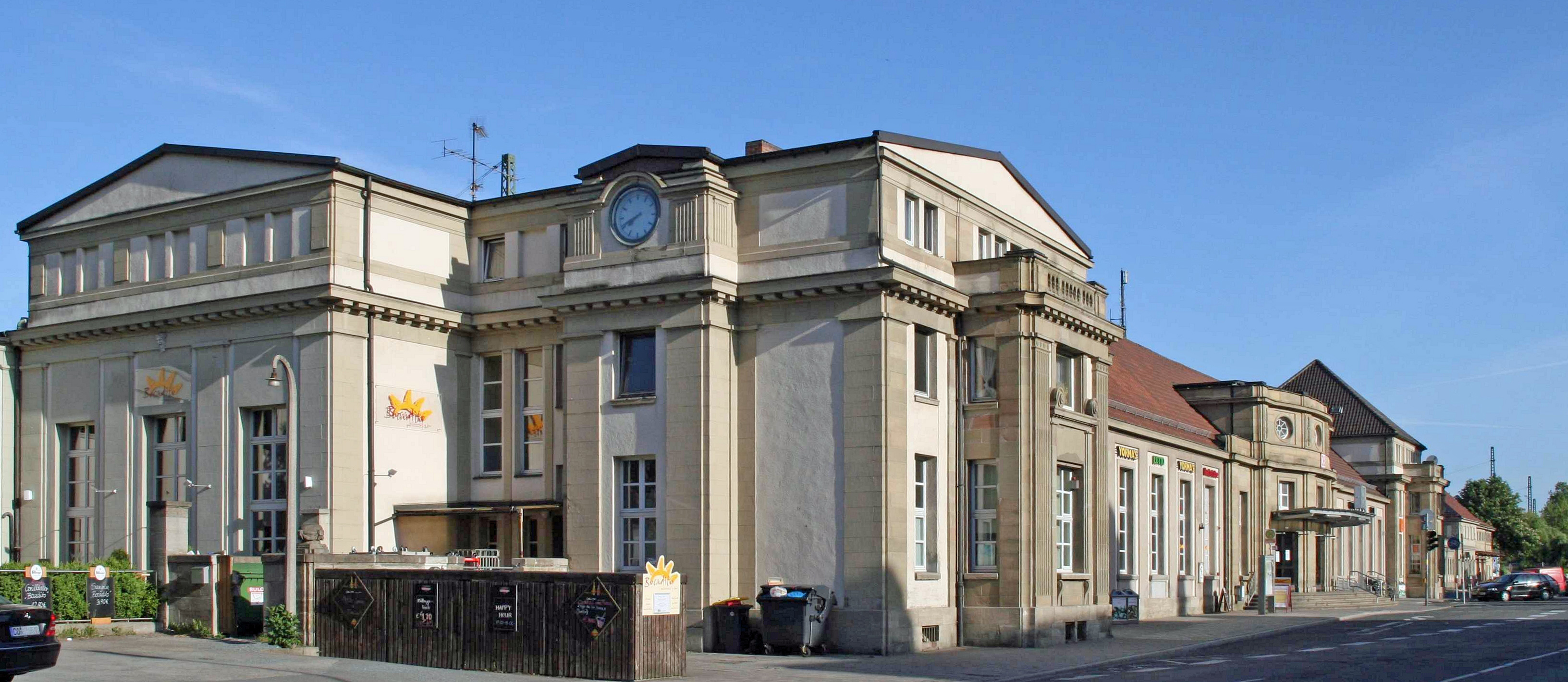
Empfangsgebäude des Coburger Bahnhofs

### Privatbahn
1841 schlossen das Großherzogtum Sachsen-Weimar-Eisenach und die Herzogtümer Sachsen-Coburg und Gotha sowie Sachsen-Meiningen einen Staatsvertrag zur Errichtung der Werrabahn. Dieser umfasste auch den Bau der Strecke von Coburg nach Sonneberg, wodurch Sonneberg eine Eisenbahnverbindung mit der Landeshauptstadt Meiningen und in Richtung Süden zur bayerischen Ludwig-Süd-Nord-Bahn bekam.
1855 erhielt die hierzu neu gegründete Werra-Eisenbahn-Gesellschaft die Konzession für Bau und Betrieb der Strecken. Die Bahnstrecke Coburg–Sonneberg wurde am 1. November 1858 zusammen mit der Werrabahn eingeweiht. 28 Jahre später, am 1. Oktober 1886, erfolgte eine Verlängerung mit einem 19,2 km langen Streckenteil von Sonneberg nach Lauscha. Mit dem Anschluss an das bis dahin in Sonneberg endende Eisenbahnnetz sollte den Gewerbetreibenden im Sonneberger Oberland, den Spielzeugherstellern im Steinach- und Föritztal, den Porzellanfabriken in Köppelsdorf, Hüttensteinach und Steinach sowie dem Steinacher Eisenwerk und der Glasindustrie von Lauscha eine Verbesserung ihres Produktabsatzes ermöglicht werden. Auf Druck der ansässigen Unternehmen rückte die WEG von den ursprünglichen Plänen einer Schmalspurbahn ab und führte die Normalspurstrecke bis Lauscha. Die Fabrikanten waren in ihrem Anliegen durch den Herzog Georg II. von Sachsen-Meiningen entscheidend unterstützt worden, der den Staatsvertrag zum Bau und zum Betreiben der Bahnstrecke durch die WEG zwischen den Herzogtümern Sachsen-Meiningen, Sachsen-Coburg und Gotha und Sachsen-Weimar-Eisenach initiierte, der am 31. März 1885 in Kraft trat. An den Bauarbeiten waren bayerische und italienische Arbeiter beteiligt. Am 29. September 1886 fuhr der erste Zug im Bahnhof Lauscha ein, am 30. September um 5.22 Uhr begann der planmäßige Bahnbetrieb mit dem ersten Zug von Lauscha nach Sonneberg.
Am 1. Oktober 1895 ging mit den Strecken der Werra-Eisenbahn-Gesellschaft auch dieser Abschnitt in der Preußischen Staatseisenbahn auf und gehörte bis 1945 zur Preußischen Eisenbahndirektion, später Reichsbahndirektion Erfurt.
Zur Verbesserung der wirtschaftlichen und sozialen Lage der auf dem Kamm des Thüringer Schiefergebirges liegenden sachsen-meiningischen Gemeinden Bock und Teich, Piesau, Wallendorf, Ernstthal, Igelshieb und des Anwesens Bernhardsthal und der fürstlich-schwarzburgischen Orte Lichte, Geiersthal, Schmalenbuche und Neuhaus bewilligte das preußische Abgeordnetenhaus 1909 für das Projekt „Bock-Wallendorf – Neuhaus-Igelshieb mit Abzweig von Ernstthal nach Lauscha“ 5,8 Millionen Mark. Die Unternehmer der Porzellanindustrie in Lichte und in Wallendorf hatten den Lückenschluss vehement gefordert, schwierige Eigentumsverhältnisse in der Gemeinde Wallendorf die Planungen jedoch verzögert. In den Glasbläsergemeinden auf dem Gebirgskamm wurde das Projekt vorbehaltlos begrüßt. Auf dem Boden der Gemeinde Lauscha mussten die größten Eingriffe in die Landschaft und in die Eigentumsrechte der Grundstücksbesitzer vorgenommen werden. Am 2. August 1911 begann unter der Leitung des Regierungsbaumeisters der Königlichen Eisenbahndirektion Erfurt Walter Kasten der Bau des 13,4 km langen Streckenabschnittes zwischen Bock-Wallendorf über Ernstthal nach Lauscha einschließlich einer 3 km langen Stichbahn von Ernstthal nach Neuhaus. Die Bauarbeiten wurden größtenteils durch Wanderarbeiter aus Italien und der Schweiz ausgeführt. Die feierliche Eröffnung der Strecke fand nach über zweijähriger Bauzeit am 31. Oktober 1913 statt.
Vor Beginn des Zweiten Weltkriegs fuhren auf der Strecke Coburg–Sonneberg 1939 täglich 14 Personen- und ein Eilzugpaar, letzteres mit einer Fahrzeit von 20 Minuten.

### Zäsur nach 1945

#### Bayerischer Abschnitt

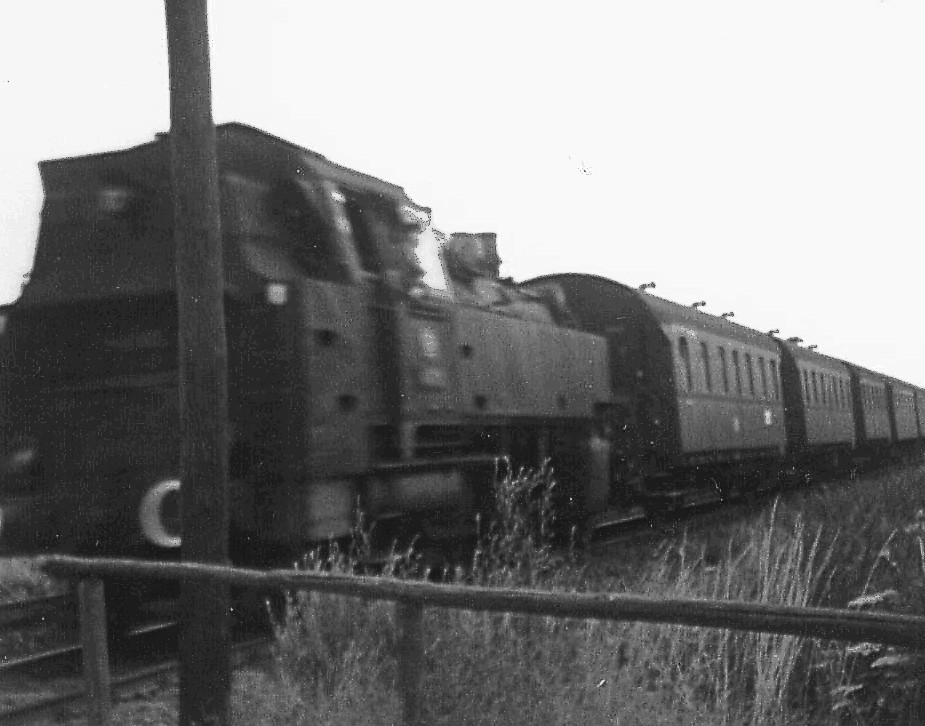
Personenzug mit Dampflokomotive der Baureihe 86 am Bahnübergang Coburg, Kalenderweg (1958)

Nach der Besetzung Thüringens durch sowjetische Truppen im Juli 1945 wurde der Betrieb an der bayerisch-thüringischen Grenze zwischen Neustadt und Sonneberg bei Wildenheid getrennt. Ab dem 1. September 1947, mit einer Unterbrechung während der Berlin-Blockade, verkehrten aber wieder Güterzüge. Zwei tägliche Güterzugpaare zum Kokstransport von Neustadt nach Sonneberg hatten die Besatzungsmächte genehmigt, allerdings war der Verkehr geringer und unregelmäßig. Am 1. Oktober 1951 fand die letzte Übergabefahrt statt, im Frühjahr 1952 folgte der Rückbau der Gleise auf thüringischer Seite. Im Westen blieben die Gleise liegen und wurden – für Rangierfahrten aus dem Neustädter Bahnhof – bis kurz hinter der die Wildenheider Straße überquerenden Brücke genutzt. Der restliche Abschnitt bis zur Grenze verwilderte als Bahnbrache, ohne dass lange Jahre ein Rückbau stattfand.
Der Abschnitt Coburg–Neustadt wurde 1975, nach Förderung durch den Freistaat Bayern, elektrifiziert. Dadurch konnte der Lokomotivwechsel auf eine Dampflok, wie die Baureihe 86, oder eine Diesellok, wie die Baureihe 280, in Coburg entfallen. Nun zogen Elektroloks, wie die Baureihe 144, die Züge durchgehend von Lichtenfels bis Neustadt. Im gleichen Jahr wurden die Gleise der nicht mehr genutzte Reststrecke zwischen dem Bahnhof Neustadt und der innerdeutschen Grenze abgebaut. Nachdem 1988 ein Lkw die Brücke über die Wildenheider Straße nördlich des Neustadter Bahnhofs gerammt und erheblich beschädigt hatte, wurde sie ausgebaut und die Reststrecke entsprechend verkürzt. Die Trasse nördlich davon verkaufte die Bundesbahn zum Teil an die bayerische Forstverwaltung.
1979 wurde der Bahnhof Oeslau in Rödental umbenannt und hier ein neues Bahnhofsgebäude errichtet. 1980 wurde am Wochenende der Zugbetrieb eingestellt.

#### Thüringer Abschnitt
Aufgrund der nach dem Zweiten Weltkrieg durch die Zonengrenze unterbrochenen Eisenbahnverbindungen änderten sich die Verkehrsströme. Die Bahnstrecke von Sonneberg nach Ernstthal stellte eine Verbindung zur Strecke von Probstzella und weiter nach Saalfeld her. Die Strecke wurde neben der Bahnstrecke Eisfeld–Sonneberg die zweite Verkehrsader der Kreisstadt Sonneberg. Daher waren ab 1945 Durchgangsverbindungen von Sonneberg über Ernstthal nach Probstzella über die Strecke Probstzella–Neuhaus üblich.
Ende der 1960er Jahre wurde der Bahnhof Sonneberg Ost mit Portalkrananlagen um einen Containerbahnhof ergänzt. Der Containerbahnhof war bis 1990 die Hauptverbindung des Kreises Sonneberg im Güterfernverkehr.
Aufgrund des Grundlagenvertrages von 1973 kam es zu einer Revision der Abmessungen des Sperrstreifens entlang des unübersichtlichen Grenzverlaufs, in dessen Folge schließlich ein Großteil der Strecke nicht mehr im Grenzsperrgebiet lag. Dazu zählte auch der Streckenabschnitt um Sonneberg. Die Bahnverbindung Saalfeld–Sonneberg wurde so ab Mitte der 1970er Jahre zunehmend durch Urlauber der Ferienorte im Thüringer Wald touristisch genutzt.

### Wiedervereinigung

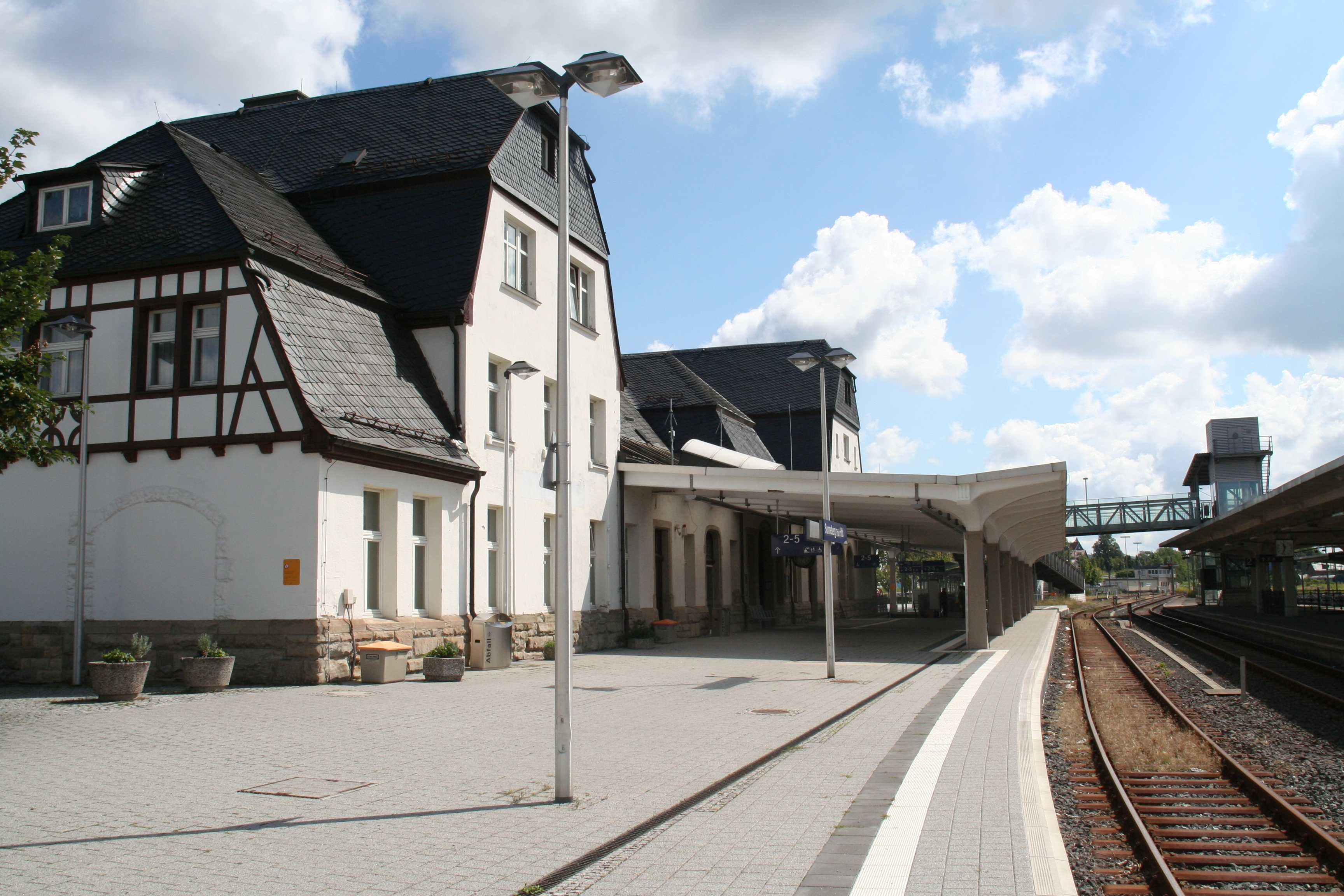
Hauptbahnhof Sonneberg

Nach dem Fall der innerdeutschen Grenze erwies es sich als Problem, dass ein Teil der Trasse im „Westen“ an die bayerische Forstverwaltung verkauft worden war. Im Gegensatz zum Lückenschluss auf der Bahnstrecke Schweinfurt–Meiningen bestand die Bahnstrecke hier rechtlich nicht mehr, war stillgelegt und es war ein Planfeststellungsverfahren erforderlich. In kürzester Zeit konnte die Planfeststellung bereits Anfang 1991 abgeschlossen und mit dem Bau Anfang April 1991 begonnen werden. Für die Elektrifizierung bis in den Sonneberger Bahnhof hinein stellte die DB das Material, während die DR dort die Arbeiten ausführte. Da der Lückenschluss insgesamt nur 3,5 km umfasste, wurden beide Baulose an eine Firma vergeben. Am 28. September 1991 wurde schließlich der Abschnitt Neustadt–Sonneberg – nun elektrifiziert – wieder in Betrieb genommen.
Ab 1990 geriet der Streckenabschnitt Sonneberg–Ernstthal aufgrund der langen Fahrzeiten und zunehmender Motorisierung wie viele Nebenbahnen mit stark rückläufigem Personen- und Güterverkehr ins Abseits. Am 31. Dezember 1994 wurde der Güterverkehr eingestellt. Wegen der Neuausrichtung des Güterfernverkehrs Richtung Oberfranken/Bayern nach der Öffnung der Grenzübergänge und der Wiedervereinigung Deutschlands wurde 1998 auch der Containerbahnhof Sonneberg Ost geschlossen. Schließlich führte unterlassener Streckenunterhalt am 22. Januar 1997 nach einer Fahrt des Gleismesszuges zunächst zur als befristet verfügten Einstellung des Gesamtverkehrs. Nur der Güterverkehr vom Hartsteinwerk Hüttengrund wurde ab Ende März 1997 mit einer Höchstgeschwindigkeit von 30 km/h provisorisch aufrechterhalten. Im Sommer 1998 erfolgte für 10 Millionen DM innerhalb von zehn Wochen die Instandsetzung des Streckenabschnittes von Sonneberg nach Lauscha. Am 26. September 1998 wurde auf diesem Abschnitt der Personenverkehr wieder aufgenommen, aber schon am 3. Oktober 1999 wegen leerer Züge und Abbestellung durch das Land von der Deutschen Bahn wieder eingestellt. Hauptursache für die mangelnde Auslastung war die fehlende Anbindung der ehemaligen Kreisstadt Neuhaus am Rennweg, in der die Behörden des Landkreises Sonneberg Nebenstellen unterhalten, die für die Bevölkerung aber nur per Bus erreichbar waren. Sonderfahrten zum Lauscher Kugelmarkt wurden 2001 durchgeführt.
Die Thüringer Eisenbahn (ThE) pachtete den Abschnitt zusammen mit dem Abschnitt Ernstthal–Neuhaus am Rennweg der Strecke von Probstzella zunächst bis zum 31. Dezember 2017 von der DB Netz AG. Ab dem 1. August 2001 erfolgte mit Baukostenzuschüssen des Freistaates Thüringen die restliche Streckensanierung bis Neuhaus am Rennweg. Dazu wurden unter anderem die Brückenbögen des Viadukts Nasse-Telle wegen unzureichender Standsicherheit gesprengt und durch einen Stahlbetonüberbau ersetzt. Zusätzlich wurde die Strecke sicherungstechnisch modernisiert. Der gesamte Verkehr zwischen Sonneberg und Neuhaus am Rennweg wird heute zentral vom elektronischen Stellwerk der Firma Alcatel im Hauptbahnhof Sonneberg gesteuert, das durch die ThE neu geschaffen wurde. Am 14. Dezember 2002 wurde die Strecke von Sonneberg bis Ernstthal wiedereröffnet, zusammen mit dem Abschnitt Ernstthal–Neuhaus am Rennweg.
Der private Gleisanschluss des Rödentaler Annawerkes am Bahnhof Rödental wurde 2004 teilweise abgebaut.
Das Container-Terminal Sonneberg-Ost wurde mit einem neuen Ladekran ausgestattet, am 30. Mai 2006 neu eröffnet und am 19. Juni 2006 von dem unabhängigen Container-Transport-System NeCoSS (Neutral Container Shuttle Systems) übernommen, das die Verbindung über den Hub Hauptbahnhof Hof zu den Containerterminals in den Seehäfen gewährleistete. Der Containertransport über die Bahnstrecke wurde am 10. August 2012 eingestellt, um 11.17 Uhr verließ der letzte Containerzug Sonneberg.
Über die Verbindungskurve Dörfles-Esbach ist die Strecke mit der Neubaustrecke Ebensfeld–Erfurt verbunden. Seit Ende 2017 erfolgt darüber die ICE-Anbindung des Bahnhofs Coburg.

## Betrieb

### Heutiger Betrieb

#### Coburg–Sonneberg

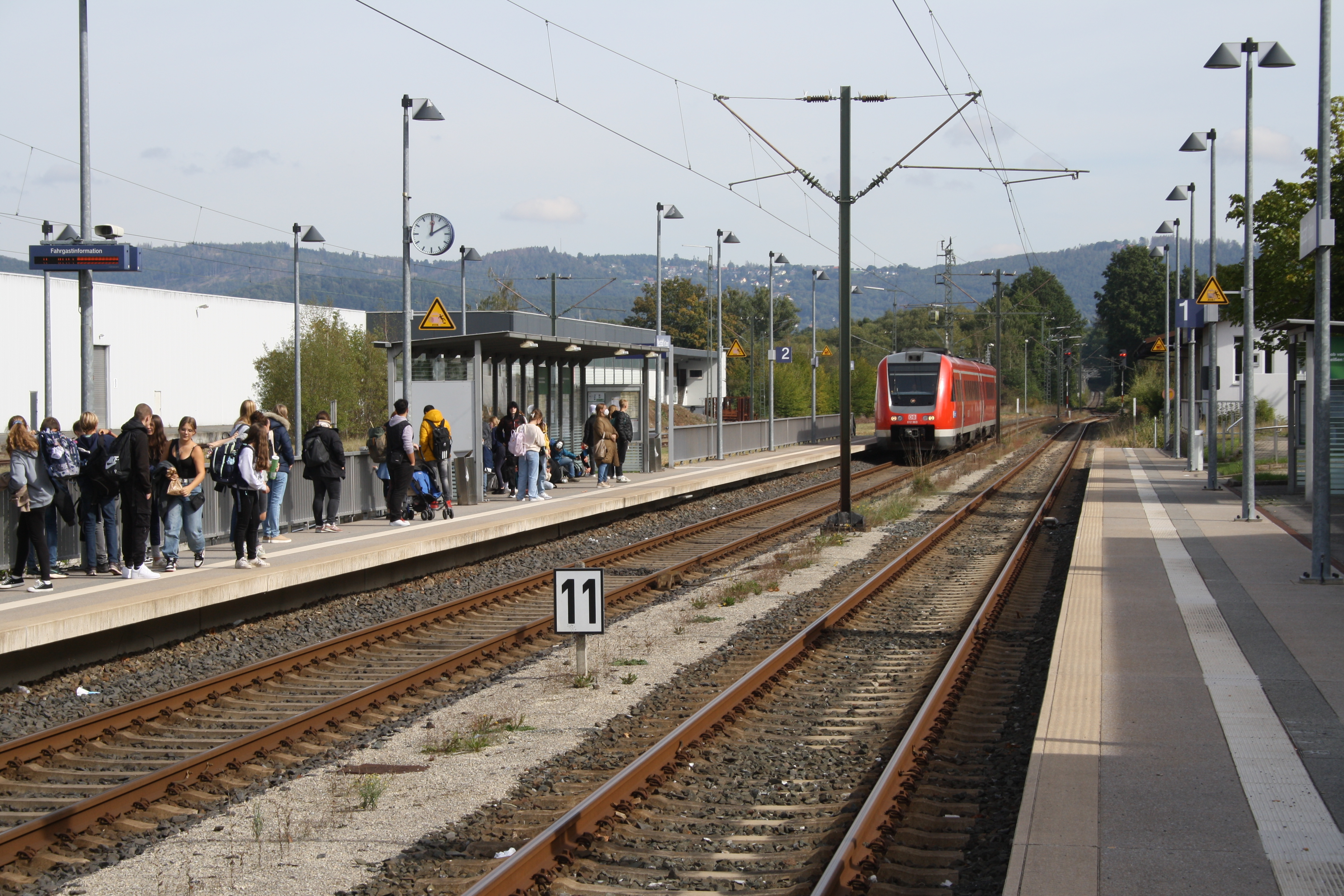
Dieseltriebwagen der Baureihe 612, aus Sonneberg kommend, bei der Einfahrt in den Bahnhof Neustadt bei Coburg

Auf der Strecke verkehren seit 2013 zwischen Coburg und Sonneberg Regional-Express-Züge des Franken-Thüringen-Expresses. Eingesetzt werden Talent-2-Triebwagen. Seit Dezember 2017 kommen auch Doppelstockwagen mit Vectron-Sandwichbespannung zum Einsatz, die ab Coburg über die Neubaustrecke in Richtung Bamberg geführt werden.
Planmäßiger Güterzugverkehr fand bis 2012 wieder statt. Bei Bedarf verkehrte montags bis freitags täglich ein Containerzugpaar der IntEgro Verkehr von Hof nach Sonneberg Ost und zurück.

#### Sonneberg–Ernstthal
Seit dem 15. Dezember 2002 fährt die Süd-Thüringen-Bahn im Stundentakt mit Triebwagen vom Typ Regio-Shuttle in der Ausführung mit 71 Sitzplätzen und 77 Stehplätzen von Sonneberg über Lauscha (Zugkreuzung) und Ernstthal am Rennsteig nach Neuhaus am Rennweg. Die Fahrzeit beträgt bei einer planmäßigen Geschwindigkeit von 60 km/h nach Ernstthal am Rennsteig 38 Minuten und bis Neuhaus am Rennweg 46 Minuten. Verspätungen und andere Störungen (nahezu ausschließlich Wildunfälle) sind äußerst selten, ein selbstverschuldeter Unfall kam seit der Wiederinbetriebnahme der Strecke nicht vor. Die Fahrgastzahlen liegen mittlerweile weit über den ursprünglichen Prognosen. Wie alle Strecken im „Dieselnetz Südthüringen“ wird die STB die Strecke mindestens bis Ende 2028 weiter betreiben.
Insbesondere in den Höhenlagen kommen in den Wintern zwei Schneepflüge Bauart Meiningen W 855 der Erfurter Gleisbau GmbH zum Einsatz, die in Neuhaus am Rennweg stationiert sind.

### Betrieb auf dem Ostteil bis 31. August 2000
Auf dem Streckenabschnitt Sonneberg–Ernstthal wurden die preußischen Tenderlokomotiven T 11 und T 12 eingesetzt. 1923 wurden im Bahnbetriebswerk Probstzella die ersten Dampflokomotiven der DR-Baureihe 95 eingestellt. Nach 1945 waren auf der Strecke von Sonneberg bis zum Bahnhof Saalfeld (Saale) vor allem diese Maschinen anzutreffen. Am 10. März 1950 kam es zu einem schweren Unfall im Bahnhof Lauscha. Beim Rangieren verunglückte die Lokomotive 95 041. Der Lokführer und der Heizer erlitten schwerste Verbrennungen, denen der Lokführer fünf Tage nach dem Unfall erlag.
Von diesem Zwischenfall abgesehen bewältigte die BR 95 die anspruchsvolle Strecke sehr zuverlässig und blieb trotz ihres vergleichsweise hohen Wartungsaufwandes für Jahrzehnte alternativlos. Während die Flachstrecken in den 1960er Jahren auf Dieseltraktion umgestellt wurden und auf den Fernstrecken die Elektrifizierung voranschritt, wurden die dampfgetriebenen Nebenbahnzüge auf dieser Gebirgsstrecke zum beliebten Fotomotiv.
Die Umstellung auf die DR-Baureihe 119 der Deutschen Reichsbahn als neue Standardlokomotive verlief wegen anfänglicher technischer Probleme auf den steilen Rampen schleppend.  In den schneereichen Wintern 1978/79 und 1980/81 mussten noch einmal die verfügbaren Maschinen der BR 95 reaktiviert werden. Mit einer Sonderfahrt der 95 0027 von Saalfeld nach Sonneberg wurde am 28. Februar 1981 die Baureihe schließlich offiziell aus dem Plandienst verabschiedet und endgültig durch die Diesellokomotiven abgelöst, die, obwohl ihre größten Probleme mit den Steilstrecken nach und nach abgestellt werden konnten, immer etwas störanfällig blieben. Die Lokomotiven waren in den Bahnbetriebswerken Saalfeld und Probstzella und im kleinen Umfang in der Einsatzstelle Sonneberg stationiert.
Mit dem Eilzug dauerte 1990 die Fahrt von Sonneberg nach Ernstthal am Rennsteig 56 Minuten. Für den Fahrtrichtungswechsel mit Umsetzen der Zuglok im Spitzkehrenbahnhof Lauscha wurden 12 Minuten benötigt. Die Streckenhöchstgeschwindigkeit betrug 50 km/h.

### Strecke im Kursbuch
Im Kursbuch der Deutschen Reichsbahn von 1939 hatte die Strecke Coburg–Sonneberg die Nummer 164k. Im Kursbuch der Deutschen Bundesbahn trug sie bis 1970 die Nummer 419b und die Bezeichnung „Neustadt–Coburg–Lichtenfels“. Der Abschnitt Sonneberg–Ernstthal trug im Kursbuch der DR zuletzt die Nummer 566. Die DB führte ihren Teil der Strecke bis Dezember 2007 unter der Nummer 830. Nach der Wiedervereinigung wechselte die Bezeichnung des südlichen Abschnitts zu „Sonneberg–Coburg–Lichtenfels“ mit der Nummer 820.

## Streckenbeschreibung

### Verlauf
Zwischen Coburg und Sonneberg verläuft die Strecke zunächst weitgehend parallel zur Itz und folgt von Rödental bis Neustadt dem Lauf der Röden. Bei Wildenhaid überquert die Trasse die ehemalige innerdeutsche Grenze zwischen Bayern und Thüringen und verläuft weiter in die Sonneberger Innenstadt.
Vom Hauptbahnhof Sonneberg führt die Strecke südlich um die Innenstadt und den Stadtberg durch das Stadtgebiet und erreicht in einem weiten Linksbogen das Tal der Steinach. Dabei quert sie eine wichtige Straßenverbindung in das Sonneberger Unterland, was von Anfang an aufwändige Sicherungsmaßnahmen notwendig machte. Später nutzte auch die Bahnstrecke Sonneberg–Stockheim diese Trasse. Von Köppelsdorf bis Lauscha folgt die Bahntrasse der Steinach, die sie in Köppelsdorf, Hüttengrund, Blechhammer und auf dem Weg nach Steinach insgesamt fünfmal quert. Auf diesem Abschnitt waren Uferbefestigungen, kleinere Brückenbauten und Bahnübergänge anzulegen. Erst auf dem letzten Abschnitt zum Bahnhof Lauscha steigt die Strecke am Osthang der Steinach und des Lauschabachs steil an. Hier musste sie durch Stützmauern gesichert werden.
Die Fortführung verlässt das Bahnhofsgelände in Lauscha in südlicher Richtung und gelangt über ein 93 Meter langes Viadukt aus Stampfbeton an den Westhang des Lauschatals. Die Strecke umrundet den Berg Teufelsholz nahezu vollständig und gewinnt dabei auf einer Strecke von etwa 3,3 Kilometer durch den Lauschensteintunnel und über das Viadukt Nasse Telle bis zur Eller, einem Sattel über dem Steinach- und dem Lauschatal, den die Strecke in nur etwa 330 Meter Luftlinie minimaler Entfernung zum Bahnhof Lauscha passiert, etwa 85 Höhenmeter. Im Bahnhof Ernstthal wird auf 769 m ü. NHN der Rennsteig erreicht.

### Betriebsstellen (Auswahl)
Coburg

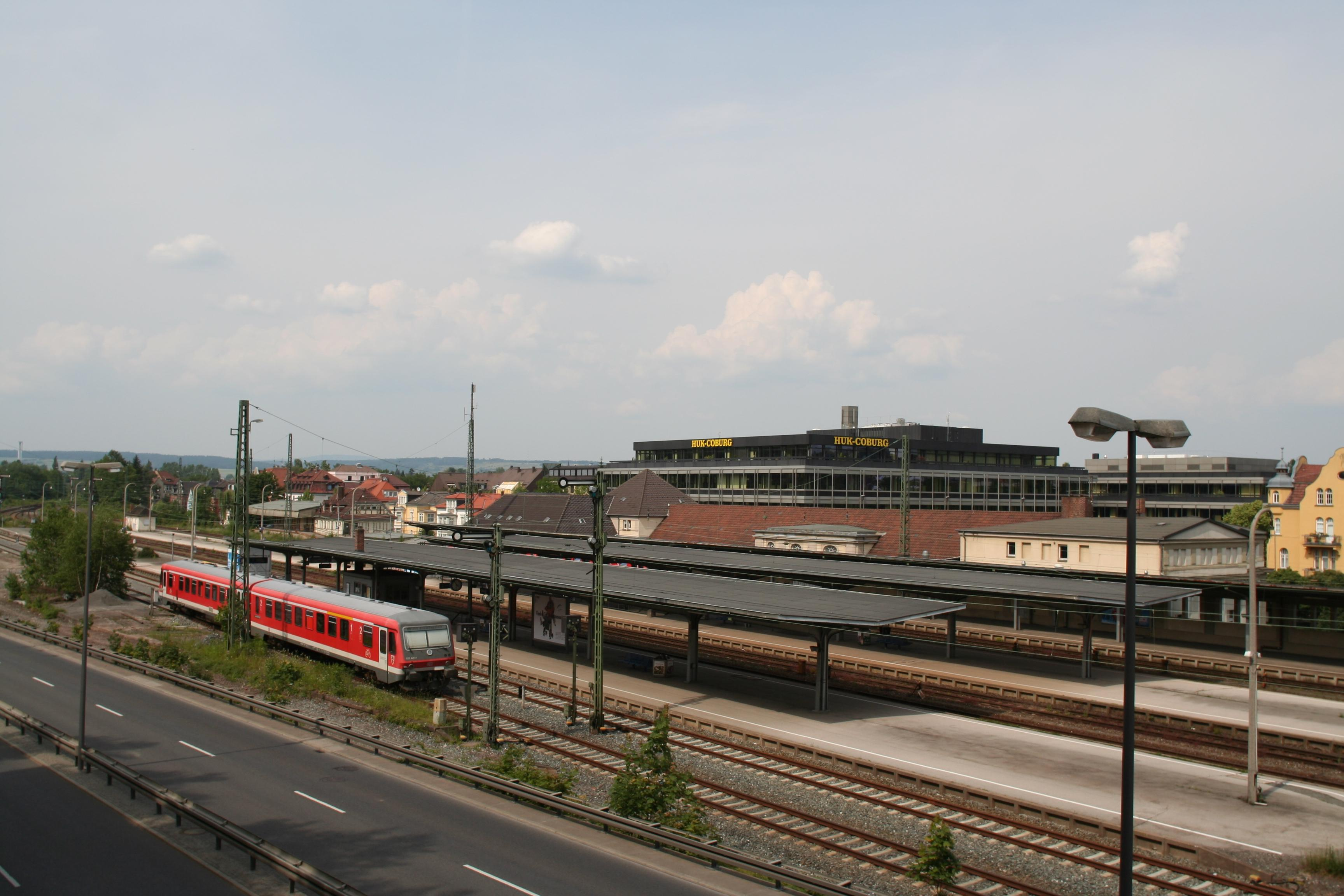
Bahnhof Coburg (2006)

Der Bahnhof Coburg ist der Ausgangspunkt der Strecke und wurde von 1857 bis 1858 durch die Werra-Eisenbahn-Gesellschaft als Teil der Bahnstrecke Eisenach–Lichtenfels erbaut. Neben der Strecke nach Ernstthal ist er auch Ausgangspunkt einer Nebenbahn nach Bad Rodach. Seit Dezember 2017 ist Coburg Halt von ICE-Zügen der Relation Berlin–München.
Coburg Nord
Der Haltepunkt Coburg Nord wurde ab Oktober 2005 errichtet und nahm mit dem Fahrplanwechsel am 11. Dezember 2005 den Betrieb auf. Der an der Rodacher Straße gelegene Bahnsteig ist 140 m lang und kostete 590.000 Euro.
Rödental
Der Bahnhof Rödental trug bis zum Sommerfahrplan 1978 den Namen Oeslau. Das ursprüngliche Bahnhofsgebäude wurde im November 1977 abgerissen und durch einen Neubau ersetzt. Seit 2011 besitzt die Betriebsstelle einen zweiten Bahnsteig.
Rödental Mitte
Wie auch der Haltepunkt Coburg-Nord wurde die Station Rödental-Mitte im Rahmen der Streckensanierung im Jahr 2005 errichtet. Er befindet sich 1,7 Kilometer östlich des Bahnhofs Rödental. Der Bau kostete 580.000 Euro.
Neustadt (b Coburg)

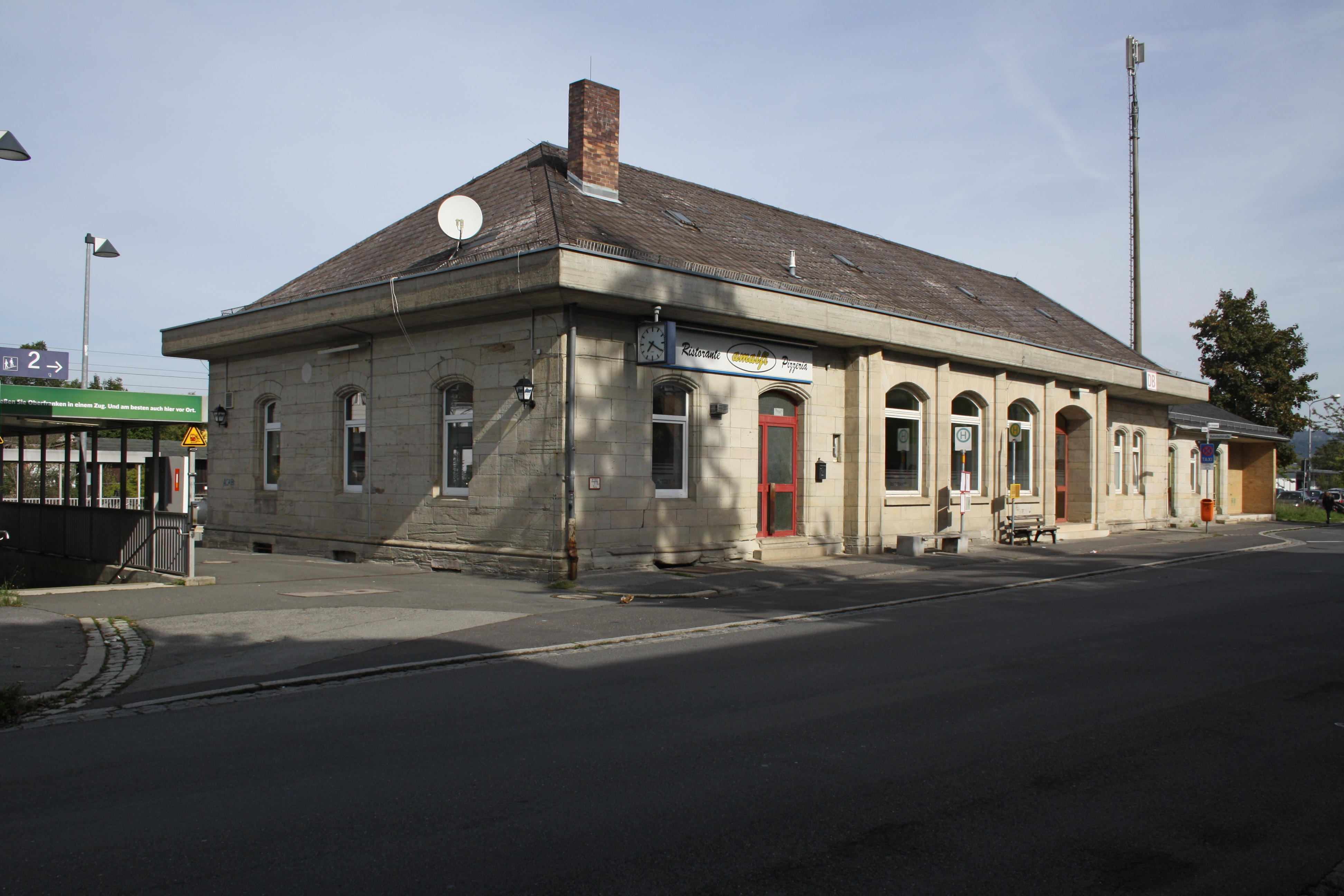
Empfangsgebäude des Bahnhofs Neustadt bei Coburg

Der Bahnhof in Neustadt ist seit 2005 wieder zweigleisig, sodass dort Zugkreuzungen stattfinden können. Die Sanierung des Bahnhofs 2004–2005 kostete über 2,4 Millionen Euro. Früher war der Bahnhof Endpunkt der mittlerweile abgebauten Bahnstrecke Ebersdorf b.Coburg–Neustadt b.Coburg.
Sonneberg (Thür) Hbf
Am 2. November 1858 wurde der erste Sonneberger Bahnhof als Endstation der Werra-Eisenbahn-Gesellschaft feierlich eingeweiht. Am 1. Oktober 1886 wurde er mit Inbetriebnahme der Strecke nach Lauscha zum Durchgangsbahnhof. Spätestens mit der Eröffnung der Bahnstrecke Sonneberg–Stockheim 1901 waren die vorhandenen Anlagen entsprechend dem Verkehrsaufkommen unzureichend. Deshalb baute die Reichsbahndirektion Erfurt ab 1905 südöstlich vom alten Bahnhof einen neuen, der im Oktober 1907 in Betrieb genommen wurde. Unter dem Projektnamen Umweltbahnhof Sonneberg wurde von 1997 bis 1999 der Bahnhof umgestaltet. Die Gleisanlagen wurden zwischen 2001 und 2002 zurückgebaut und umgestaltet.
Unterlauscha
Die auf der Krone einer bossierten Stützmauer angelegte Haltestelle Unterlauscha wurde nach 1920 aufgegeben, da die Lokomotiven wiederholt in diesem steilen Abschnitt nicht anfahren konnten. Zu erkennen sind heute noch der Bahnsteig, Fundamente eines Bahnwärterhäuschens und ein Pfad vom Unteren Bahnweg zur Bahnhofstraße.
Lauscha (Thür)

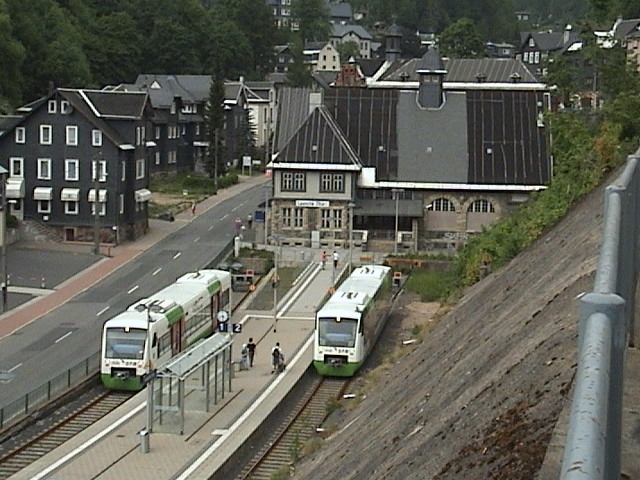
Bahnhof Lauscha (2008)

Der Bahnhof wurde 1886 als Endpunkt der Steinachtalbahn durch die Werra-Eisenbahn-Gesellschaft errichtet. Das Bahnhofsgelände im engen Lauschatal am Fuß des Tierbergs wurde mit bis zu 10 m hohen Bruchsteinmauern zu dessen Hang hin gesichert. Das erste Empfangsgebäude stand in Längslage an der Bahnhofstraße. Im Zuge des Lückenschlusses zur Zoptetalbahn wurde er zum Spitzkehrenbahnhof umgebaut. Der Güterbereich wurde umfangreich erweitert. Hierzu wurde das abschüssige Gelände mit dem beim Bau des Lauschensteintunnels angefallenen Material aufgefüllt und mit einer Stützmauer aus 6000 m³ Stampfbeton gesichert. Zwischen 1912 und 1914 entstand das heutige, repräsentative Empfangsgebäude in Kopflage der beiden Gleise am Mittelbahnsteig. Das alte Empfangsgebäude wurde 1915 abgerissen und durch eine neue Güterabfertigung mit Büro- und Wohntrakt ersetzt. Ein Großteil der ehemals umfangreichen Gleisanlagen wurde 2001 stillgelegt. In Betrieb sind noch die beiden Bahnsteiggleise, ein Lokumfahrgleis und zwei kurze Abstellgleise.

### Ingenieurbauwerke
Aufgrund der Topographie waren im oberen Abschnitt größere Ingenieurbauwerke, zwei Viadukte und ein Tunnel, der 275 Meter lange Lauschensteintunnel, zwischen Lauscha und Ernstthal notwendig.
Viadukte
| Bezeichnung (Standort)         | Abbildung           | Höhe   | Länge | Status                     |
| ------------------------------ | ------------------- | ------ | ----- | -------------------------- |
| Bahnhofsviadukt in Lauscha (⊙) | Viadukt in Lauscha  | 14,5 m | 93 m  | unter Verkehr              |
| Nasse-Telle-Viadukt (⊙)        | Nasse-Telle-Viadukt | 31,0 m | 145 m | unter Verkehr, Neubau 2002 |

Tunnel
| Bezeichnung (Standort)  | Abbildung                       | Länge | Status        |
| ----------------------- | ------------------------------- | ----- | ------------- |
| Lauschensteintunnel (⊙) | Lauschensteintunnel, Nordportal | 250 m | unter Verkehr |